# Piscine Katariina
La piscine Katariina (finnois : Uimala Katariina) ou piscine Katariina de Kotka (finnois : Kotkan uimala Katariina) est centre de natation situé dans le quartier de Katariina à  Kotka en Finlande.

## Présentation
La centre de natation regroupe une piscine intérieure et une piscine extérieure. 

### Piscine extérieure
Les compétitions inauguratives de la piscine extérieure ont eu lieu en 1954 et la piscine a ouvert au public en 1955. 
La longueur du bassin de la piscine extérieure est de 50 mètres. 
Les plongeoirs mesurent 10 mètres, 7,5 mètres et 5 mètres de haut. 
Les espaces extérieurs disposent aussi d'une tribune, d'une bassin pour enfants profond de 50 cm.

### Piscine intérieure
La piscine intérieure a été construite en 1970.
La longueur du bassin principal de la piscine intérieure est de 25 mètres, sa profondeur maximale est de 4,8 m et la profondeur minimale est de 1,4 m.
La piscine intérieure compte un bassin de rééducation, un bassin pour enfants et un bassin pour les petits enfants de 30 cm de profondeur.